# Джебла (район)
Джебла (араб. منطقة جبلة‎‎) — район (мінтака) у Сирії, входить до складу провінції Латакія. Адміністративний центр — м. Джебла.
Адміністративно поділяється на 6 нохій:
- Джебла-Центр
- Бейт-Яшут
- Далія
- Айн-Шікак
- Айн-аш-Шаркія
- Аль-Кутайлібія

| Сирія | Це незавершена стаття з географії Сирії. Ви можете допомогти проєкту, виправивши або дописавши її. |